# José Antonio Ramos (músico)
José Antonio Ramos (Las Palmas de Gran Canaria, 10 de noviembre de 1969-Las Palmas de Gran Canaria, 4 de junio de 2008) fue un músico y timplista canario.
Fue el primero en utilizar un timple electroacústico, fabricado y diseñado por los luthieres Jesús Machín y Juan Molina. Incorporó a su música, además del folclore isleño, elementos de otras músicas del mundo como el flamenco, el jazz o la música celta.

## Biografía
A los nueve años comienza sus estudios de timple de la mano del maestro Totoyo Millares. Posteriormente inicia sus estudios de guitarra clásica en el Conservatorio Superior de Música de Las Palmas. Paralelamente va enriqueciendo su música con elementos de jazz e improvisación, de los que tomó información para incorporarlos continuamente al que fue su medio de expresión natural, el timple.
En 1989 obtiene el Premio Nacional de Música Folk para Jóvenes Intérpretes en Santiago de Compostela que lo anima a lanzarse al mundo profesional y formar el grupo Trío Timple. Como líder de esta formación graba los discos "Más que un sueño" y "Tanekra", y recorre todos los rincones de Canarias dando a conocer su música. En esta época protagoniza, como acto central del Día de Canarias, el espectáculo "Timple. "El sonido de Canarias", invitando a algunos de los más destacados instrumentistas y cantantes del archipiélago.
Tras la etapa de Trío Timple, comienza su carrera en solitario con una intensa actividad. En esta nueva etapa de su vida presenta, por primera vez en la historia de la música, el primer timple electroacústico, proyecto ideado por el propio José Antonio y realizado por los luthieres Jesús Machín y Juan Molina.
Esta nueva etapa engloba cuatro trabajos discográficos publicados e innumerables colaboraciones tanto en discos (que superan la treintena) como en actuaciones en directo. Cabe destacar las que le llevaron junto a Carlos Núñez, Kepa Junkera, Pedro Guerra, Rosana, Orquesta Filarmónica de Gran Canaria, Mestisay, Los Sabandeños, The Chieftains, Béla Fleck, Jorge Pardo, Juan Manuel Cañizares, Javier Krahe, Bau, Mari Carmen Mulet, Taburiente, Javier Ruibal, Pancho Amat, Polo Ortí, José Manuel Ramos, Camarón de Pitita, Zalakadula y Andreas Prittwitz, entre otros.
A lo largo de sus años como profesional combinó su labor artística con su labor como docente. Aparte de las clases privadas en su propia escuela de timple, impartió innumerables cursos, conferencias y seminarios de diversa duración por casi todo el archipiélago canario, para diversas instituciones como el Conservatorio Superior de Música de Las Palmas o la Universidad de Las Palmas de GC, y en distintos lugares de la península y del resto del mundo, como Madrid, La Coruña, Castellón, Lugo, Pola de Laviana y Gijón (Asturias), Vich (Tarragona), Vigo, Bélgica, Corea del Sur, Brasil y Londres.
Falleció en 2008 a los 38 años, de un paro cardiaco.

## Discografía
- 1990 Más que un sueño (con el Trío Timple)
- 1994 Tanekra (con el Trío Timple)
- 1998 Los Cuatro Gigantes
- 2001 Puntales
- 2001 Jeito
- 2003 Para timple y piano (con Polo Ortí)
- 2004 Y... (con Andreas Prittwitz)
- 2004 Los versos de la vida
- 2005 15 años de timple
- 2005 Música Óptica
- 2006 Las Manos del Maestro (Tributo a Totoyo Millares)
- 2008 Very JAR

## Colaboraciones
Estas son algunas de sus colaboraciones:
- Couleurs de Madrid, de varios autores, editado por Rne3.
- Grandes duetos, de Los Sabandeños.
- A Canary man in Boston, de [[René P. González[6]]].
- Directo al tajo, de Fermín Romero.
- La vida imposible, de Gorka Gassman.
- José Manuel Ramos, de José Manuel Ramos.
- Bajo la piel del agua, de Taburiente.
- Pasiones, de Mari Carmen Mulet.
- Aruriando, de Miguel Afonso.
- La otra orilla, de Yone Rodríguez.
- Maren, de Kepa Junkera.
- Bilbao 00.00 h., de Kepa Junkera.
- Timples@2000, con Benito Cabrera y Domingo "El Colorao".
- Mararía, de Pedro Guerra.
- Reaching the promise, de Larry Jean Louis.
- Viento de la isla, de Mestisay.
- Artenara, de Artenara.